# Slätten, Kungsbacka kommun
Slätten är en bebyggelse öster om tätorten Frillesås i Frillesås socken i Kungsbacka kommun. Från 2015 avgränsar SCB här en småort.